# Áprilisi törvények

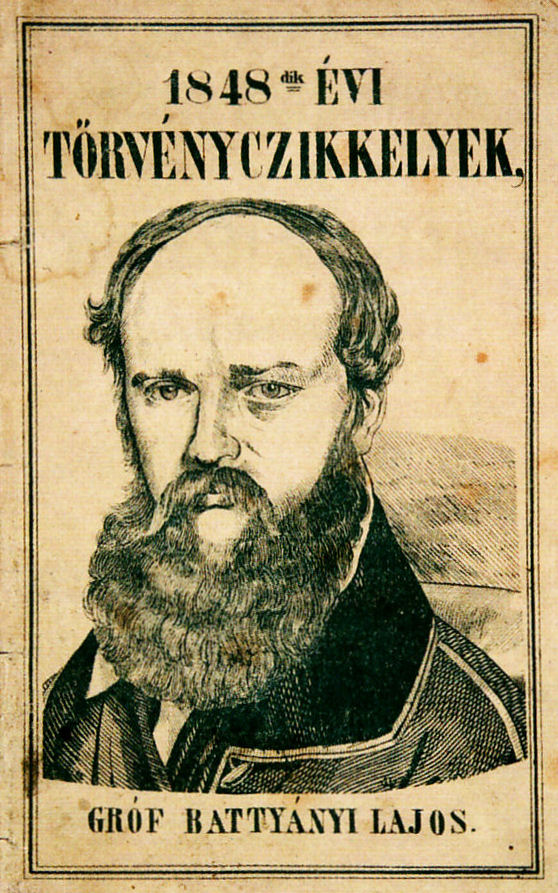
Az áprilisi törvények kiadványa gróf Batthyány Lajos miniszterelnök képmásával

Az áprilisi törvények az utolsó magyar rendi országgyűlésen (1847–1848) elfogadott és V. Ferdinánd király által április 11-én szentesített törvénycsomag, amely 31 cikkből állt. A törvénycsomag új közjogi helyzetet teremtett a Habsburg Birodalomban, egyben biztosította a magyar országrész polgári demokratikus fejlődését; lényegében Magyarországot rendi államból parlamentáris állammá, alkotmányos monarchiává alakította.
Az 1848. évi III. törvénycikk rendelkezett az első magyar független, az országgyűlésnek felelős kormány alakításáról. Ennek eredményeképp István nádor 1848. március 17-én kormányalakítással bízta meg Batthyány Lajost.
Az áprilisi törvények hatására népképviseleti rendszert vezettek be az országgyűlés alsótáblájában, és a korban igen széles körűnek számító, bár nem általános választójogot vezettek be. Rendelkeztek az országgyűlés évenkénti üléseiről és egyes szabadságjogokról. A törvényhozás menetéről a házszabályok rendelkeztek. A feudalizmust gyakorlatilag felszámolták, a magyar kultúra és a gazdaság fejlesztésére vonatkozó törvények is bekerültek a törvénycsomagba. A modern magyar polgári állam megszületése természetesen az egyháznak az államhoz fűződő viszonyát is alapvetően megváltoztatta.
Fontos hiányossága volt a törvényeknek, hogy kimaradt belőlük a nemzetiségek helyzetének rendezése, a hadsereg és a nemzeti bank megszervezése is.
Bár az 1848–49-es forradalom és szabadságharc leverése után az új neoabszolutista kormányzati rendszer a törvényeket visszavonta, az áprilisi törvények a magyar politika viszonyítási alapjává váltak, és részint megvalósultak a kiegyezéssel, illetve az Osztrák–Magyar Monarchia idején végbement közjogi fejlődéssel.

## A törvényes forradalom
| „                                         | Barátom, csudákat élünk [...] Az első felvonás gyönyörűen sikerült! Én teli vagyok a legszebb reményekkel [...] Az én politikám biztos volt, de lassú. Kossuth egy kártyára tett mindent, és legalább idáig annyit nyert a hazának, mint amennyit az én politikám 20 év alatt sem bírhatott volna előállítani! | ” |
| – Széchenyi István március 17-i leveléből | |   |

A párizsi forradalom híre 1848. március 1-jén ért el Pozsonyba. Kossuth március 3-án az alsótábla ülésén felirati javaslatot tett, amiben a jobbágyfelszabadítás, a közös teherviselés és független nemzeti kormány felállítása volt. Az alsótábla ezt azonnal elfogadta. István nádort és helyettesét viszont Bécsbe hívták, hogy csak később lehessen összehívni a felsőtáblát. Végül a főrendek március 14-én fogadták el a felirati javaslat továbbfejlesztett változatát. Kossuth-tal az élen küldöttség indult Bécsbe, hogy a királlyal szentesíttessék. A bécsi forradalom hírére, és, hogy segítsenek a küldötteknek, Pesten is kitört a forradalom (a „márciusi ifjak”: Petőfi, Vasvári, Irinyi, Jókai, Degré Alajos stb. közreműködésével). István nádor erőteljes közbenjárásának köszönhetően 1848. április 11-én V. Ferdinánd király jóváhagyta a forradalom követeléseit.

### Előzmények

#### Az utolsó rendi országgyűlés
1847. november 12-én nyitotta meg V. Ferdinánd király a rendi országgyűlést, amely később Magyarország történelmében az utolsónak bizonyult. A testület feszült hangulatban látott munkához, megosztotta a képviselőket a reformellenzék és az udvarhű konzervatívok ellentéte. Bár az ellenzék csekély többséggel bírt, a kormány szította és kihasználta az ellenzék megosztottságát. Ebben a helyzetben csak mérsékelt reformok születtek, így elfogadták a háziadót, és 1848. január 11-én bizottságot küldtek ki a megyék ellenőrzésére hivatott, valójában azokat vezető adminisztrátorok rendszerének felülvizsgálatára. Az adminisztrátori rendszerrel kapcsolatos panaszok és az azokra adott királyi válasz megvitatása állt az alsótábla munkájának középpontjában február végéig. Ez részben Kossuth taktikájából is következett, ő ugyanis úgy gondolta, az adminisztrátorokkal szembeni elégedetlenség kovácsolhatja össze a megosztott ellenzéket. Pozsonyban megjelent Széchenyi tanulmánya a magyar közlekedésügy fejlesztéséről.
Február elején a felsőtábla elvben elfogadta a jobbágyterhet kötelező örökváltság törvénytervezetét, azonban márciusig nem szavazta meg azt. Határozatban állapította meg ugyanakkor, hogy Horvátország szabadon megválaszthatja a közigazgatás nyelvét.

#### Kossuth felirati javaslata és a 12 pont

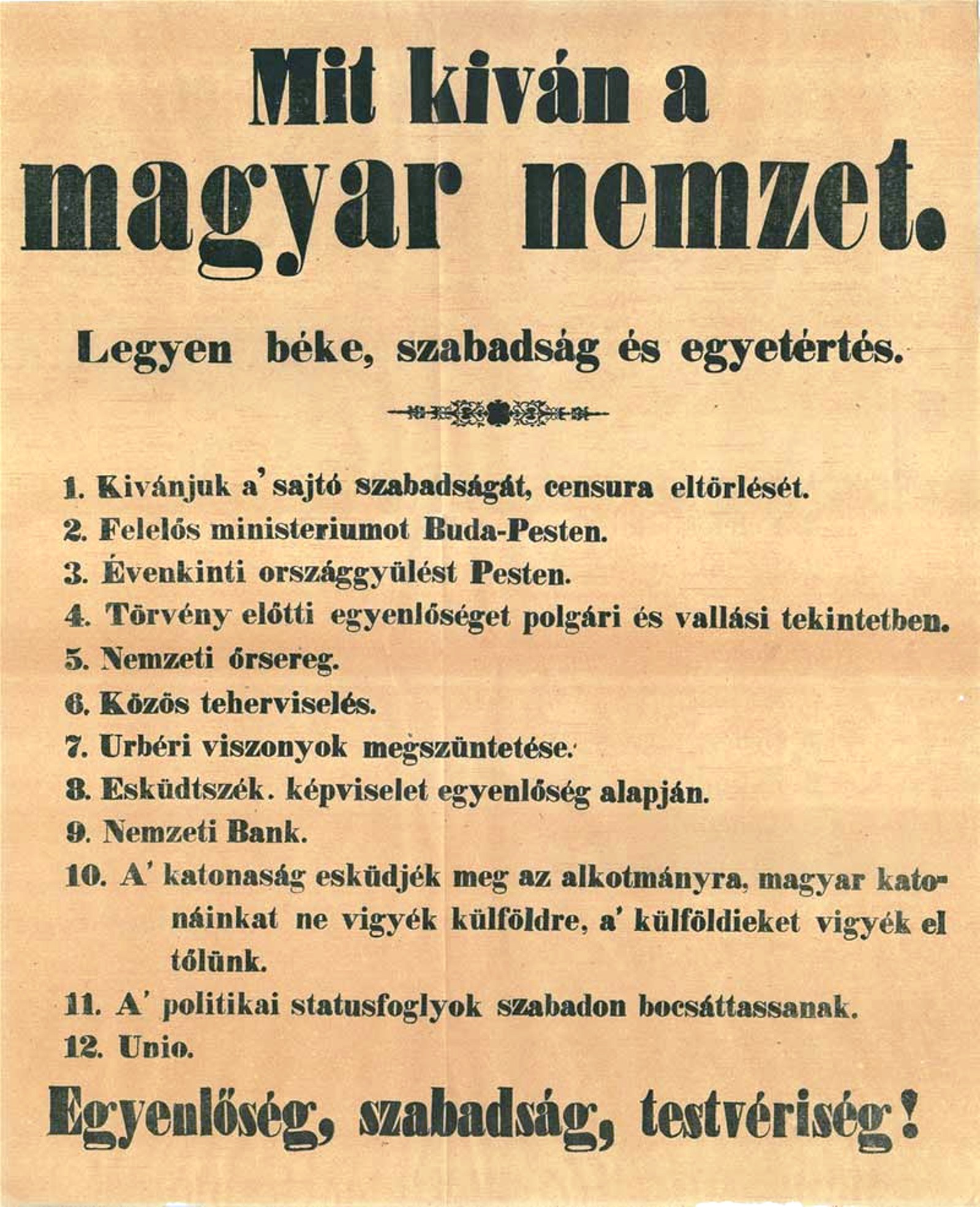
A 12 pont március 15-én közzétett változata

Kossuth február 25-én jelentette be, hogy felirati javaslatot kíván az Országgyűlés elé terjeszteni a legsürgetőbbnek ítélt reformokról. Ezek között a közteherviselés kimondása, a kárpótlás melletti azonnali jobbágyfelszabadítás, a városi kérdés megoldása, a nép felruházása politikai jogokkal és felelős parlamenti kormány kinevezése szerepelt. Javaslatát az ellenzék február 27-én hosszas tanácskozás után elvetette. Március 1-jén megérkezett Pozsonyba a párizsi forradalom híre, és ennek hatására a megváltozott hangulatban március 3-án a kerületi ülés egyhangúlag elfogadta. Másnap az országos ülés megerősítette a döntést, és a pesti Ellenzéki Kör is támogatásáról biztosította Kossuthot. Az alsótábla üzenetben szólította fel a felsőtáblát Kossuth javaslatának haladéktalan megtárgyalására.
Eközben a bécsi és itáliai forradalmak elbizonytalanították az udvart, a magyar főméltóságok pedig nem tudták, hogyan reagáljanak az új helyzetre.
A parlamenti munka gyorsítása érdekében a pesti radikálisok Kossuthtal egyeztetve országos petíciós kampány indítását határozták el. Ennek a petíciónak az elkészítését Irinyi József vállalta magára, így készült el a 12 pont első változata, amit március 12-én függesztettek ki az Ellenzéki Körben. A 12 pont Kossuth felirati javaslatán alapult, az abban fogalmazott követeléseket tételesen fogalmazta meg, helyenként ki is egészítette. A végleges szövege két nappal később készült el, amikor a 13-ai bécsi események híre eljutott Pestre, és az Ellenzéki Kör tagjai cselekvésre szánták el magukat. Ekkor került a szövegbe a politikai foglyok szabadon bocsátásának követelése.

### A törvények megszavazása
A bécsi forradalom kitörésének hírére március 14-én a felsőtábla megszavazta a felirati javaslatot, majd ezután az Országgyűlés három hét alatt megtárgyalta és elfogadta az áprilisi törvényeket. A gyors munkát azt tette szükségessé, hogy a törvényeket csak az Országgyűlés berekesztése után írhatta alá a király. A munka során a Diéta folyamatosan konzultált a királlyal, a közvetítő szerepét hol István nádor, hol az Országgyűlés küldöttsége vállalta magára. Fontos szerepet játszott továbbá Batthyány és Deák, akik Bécsben tartózkodtak, és az Államkonferencia ellenállását látva, amely március végén a legfontosabb törvények megakasztásával fenyegetett, tárgyalásokba kezdtek.

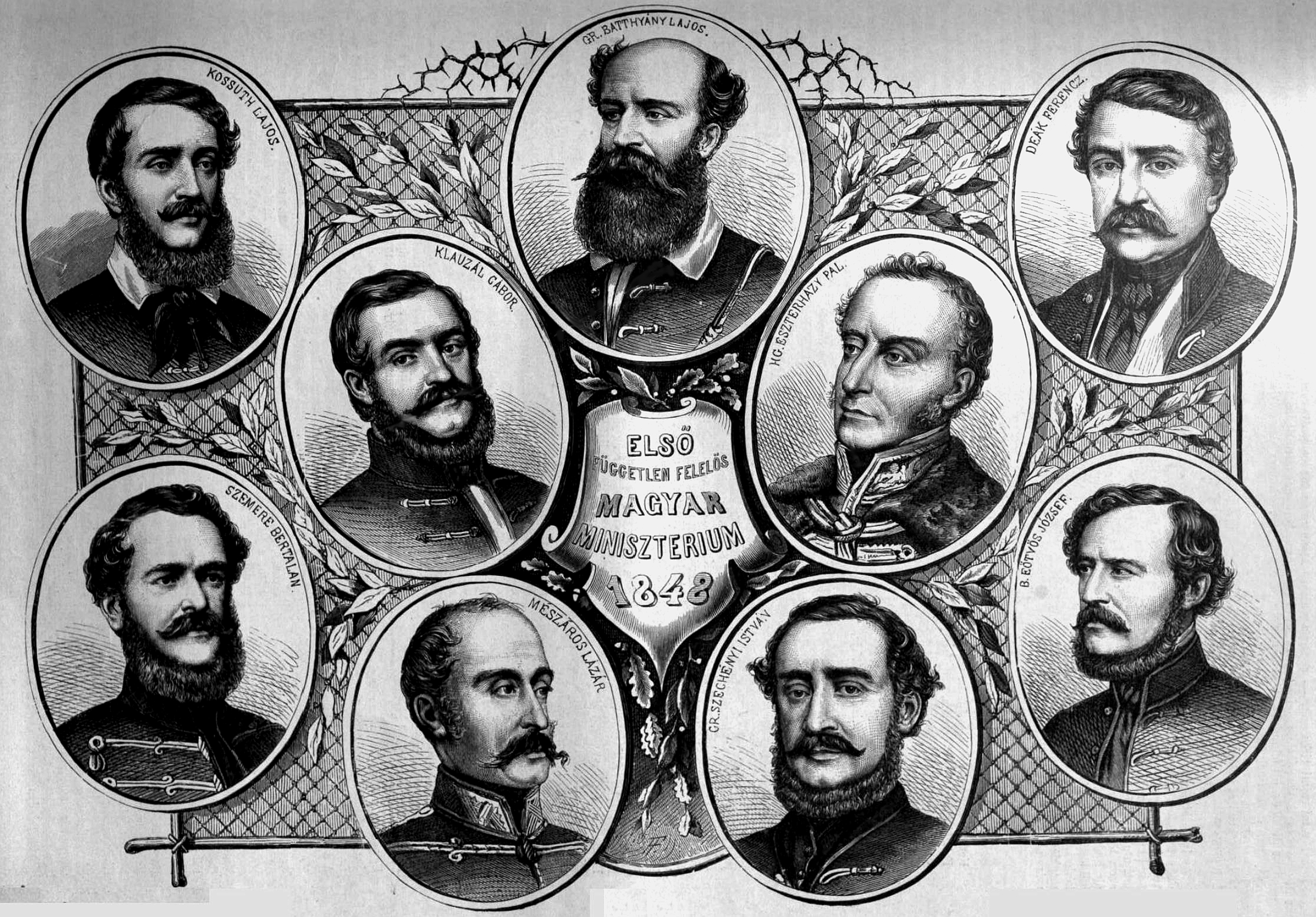
1848. Március 17-én István nádor gróf Batthyány Lajost nevezte ki miniszterelnöknek

Fontosabb törvényhozási események dátumokkal:
- Március 17-én István nádor kinevezi gróf Batthyány Lajost miniszterelnöknek.
- Március 18-án a Diéta mindkét táblája elfogadja a közteherviselésről, az úrbéres szolgáltatások azonnali megszüntetéséről és az egyházi tized eltörléséről szóló törvényjavaslatokat.
- Március 20-án az alsótábla elfogadja az évenkénti országgyűlésről szóló és a sajtótörvényt. Ez utóbbit 23-án módosítja.
- Március 23-án az Országgyűlés a király elé terjeszti a független, felelős magyar kormányról szóló törvényjavaslatot. Ezen kívül Batthyány javaslatára lekerül a napirendről az idegen katonaság kivonásának és a magyar katonák hazahozatalának kérdése.
- Március 28-án V. Ferdinánd leiratot intéz az Országgyűléshez. Ebben a felelős kormányról szóló 23-ai és a jobbágyfelszabadításról szóló 18-ai törvény átdolgozására szólította fel. Az előbbiben az önálló had- és pénzügy volt számára elfogadhatatlan, utóbbiban a nemesek kártalanítását nem látta biztosítottnak. Batthyány másnap bejelentette lemondását.
- Az időközben Pesten a köztársaság kikiáltásához közelítő közhangulat hatására az udvar visszakozik, és március 31-én megszületik a törvényeket elfogadó leirat.
- Április 2-án az Országgyűlés (egyszeri összegként) 3 millió forintot szavaz meg az udvartartás és a központi kiadások számára.
- Április 3-án befejeződik a Nemzetőrségről szóló törvény vitája. A nádor felterjeszti jóváhagyásra Batthyány minisztereinek névsorát.
- Április 4-én felterjesztik a népképviseletről szóló törvényt.
- Április 5-én a kormány elutasítja a király kérelmét, melyben újoncokat kér az Itáliában harcoló cs. kir. hadsereg számára.
- Április 6-án az alsótábla elfogadja a Partium visszacsatolásáról és a megyei választásokról szóló, valamint a vallásügyi törvényjavaslatot. Határozatban mondja ki továbbá, hogy a horvátok nyelvét és nemzetiségét tiszteletben tartja.
- Április 7-én Az alsótábla elfogadja az erdélyi unióról szóló törvényjavaslatot. A király aláírja jobbágyfelszabadításról szóló és a független magyar kormányról szóló törvényt, valamint a miniszterek kinevezését.
- Április 10-én V. Ferdinánd jóváhagyja a népképviseleti törvényt,[12] majd másnap berekeszti az Országgyűlést. A Batthyány-kormány Pozsonyban tartózkodó tagjai leteszik az esküt.

Mindkét táblára, de különösen a főrangúak gyűlésére komoly nyomást fejtettek ki a nemzetközi és hazai események. A fegyveres harc elkerülése érdekében a rendek olyan engedményekre is hajlandók voltak, amelyeket korábban kereken elutasítottak. Bár az első ijedség után a konzervatív követek megpróbálták folytatni halogató, megosztó politikájukat, ezzel nem értek el sikert.
A rohammunka nem volt teljesen előkészítetlen, hiszen mint Kossuth mondta, a
... program, melyet az 1847-48-i országgyűlésen keresztülvittünk, egyenesen azon reformmozgalom eredménye, mely már 1790 óta fennállott az országban: e program alapelvei nyilvánosan megvitattatnak éveken keresztül, évekkel a februári forradalom előtt, s mi ez izgató eredmény befolyása alatt semmit sem változtattunk programunkon.
Mindemellett a szorított tempó miatt a törvénycikkek számos helyen szabályozatlanul hagytak fontos kérdéseket.

## A törvények csoportosítása
Csizmadia Andor csoportosítását alapul véve az áprilisi törvények rendelkezései négy nagy csoportba sorolhatók:
1. A feudális állam jogintézményeit lebontó törvények, a negatív jogalkotás cikkelyei
- A közteherviselés elvének törvénybe foglalása. (VIII. tc.)
- Az úrbéres szolgáltatások megszüntetése, az úrbéres föld a jobbágy szabad tulajdonába kerül, a birtokosok kártalanítását az állam fedezi (ennek módjáról később intézkednek) (IX. tc.)
- A közös használatú földek, legelők felosztásával kapcsolatos vitás ügyek rendezésének (és az állami tulajdonú erdők felügyeletének) szabályozása (X. tc.)
- Az úriszék eltörlése (XI. tc.)
- Az egyházi tized eltörlése (a kártalanítás rendezését a következő országgyűlésre hagyva)(XIII. tc.)
- Az ősiség eltörlése (XV. tc.)

2. Az állam szervezetét szabályozó törvények csoportja

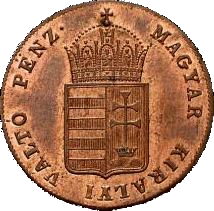
Az 1848-as címer egy 1 krajcáros érmén

- Felelős magyar minisztérium létrehozása és a végrehajtói hatalom működésének szabályozása (III. tc.)
- Kétkamarás, évenként összehívandó országgyűlés létrehozása Pesten (korábbihoz képest bővebb jogkörrel, pl. éves költségvetés, bármilyen tárgyú törvényhozás) (IV. tc.)
- Az országgyűlés népképviseleti jellegét biztosító választási kódex létrehozása (V. tc.)
- A Partium visszacsatolásának kimondása (VI. tc.)
- Egyesülés Erdéllyel (VII. tc.)
- A vármegyék autonómiájának további biztosítása (XVI. tc.), további szabályozásig a tisztségviselőváltás megtiltása (XVII. tc.)
- A szabad királyi városok igazgatásának népképviseleti alapokra helyezése, városi szervek hatáskörének szabályozása (XXIII. tc.)
- községek közigazgatásának rendezése (XXIV. tc.)
- Egyéb területek közigazgatásának rendezése (Jászkun: XXV. tc.; Hajdú: XXVI. tc.; Fiume: XXVII. tc.; Buccari XXVIII. tc.)
- Törvényi rendelkezés a nemzeti színről és a címerről (XXI. tc.)
- Nemzetőrség létrehozása (XXII. tc.)

3. A polgári szabadságjogokat biztosító cikkelyek
- Az előzetes cenzúra eltörlésével sajtószabadság biztosítása (XVIII. tc.)
- A bevett keresztény felekezetek egyenjogúságának biztosítása (XX. tc.)
- Tanszabadság deklarálása egyetemi szinten: szabad szak- és tanárválasztás (XIX. tc.)
- Színházak működésének jogi szabályozása (XXXI. tc.)

4. Gazdasági jellegű jogszabályok
- A földbirtokosok kártalanítása az úrbéres földek elvesztéséért (XII. tc.)
- Hitelintézet felállítása a bevétel nélkül maradt földbirtokosok megsegítésére (XIV. tc.)
- Vasútépítési és folyamszabályozási terv lefektetése Széchenyi István munkája alapján (XXX. tc.)

## A törvénycsomag összegzése

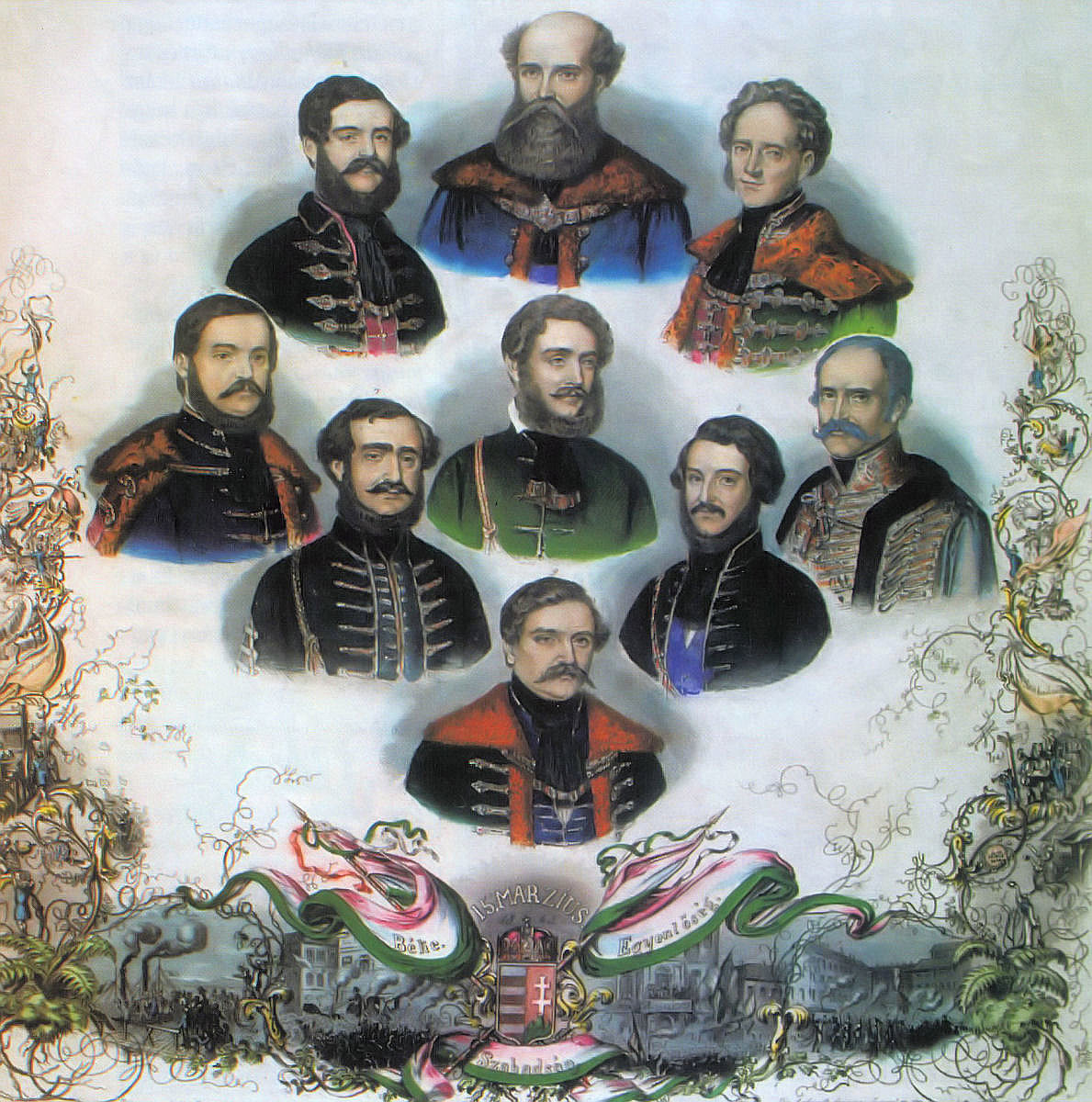
A Batthyány-kormány

A törvények kiemelkedő fontosságúak voltak egyrészt az ország politikai átalakításában, másrészt a társadalom modernizálásában, így lerakta egy polgári Magyarország alapjait.
- Egy korabeli európai viszonylatban demokratikus választási rendszert és az azon alapuló népképviseleti országgyűlést hoztak létre.
- Az ország államformája továbbra is monarchia maradt a Habsburg-dinasztia uralma alatt.
- Törvénybe iktatta az uniót Erdéllyel.
- Felszámolta a feudalizmus több maradványát, és nagy lépést jelentett a vallási egyenjogúság felé. Az azonnali és kötelező, általános örökváltság törvénybe iktatása a kelet-közép-európai államok történetében példa nélküli, a parasztság számára a jobbágyfelszabadítás legelőnyösebb megoldása volt.[17]
- Eltörölte az előzetes cenzúrát.

A sietve készült törvények azonban több hiányossággal rendelkeznek.
- Nem rendezték a hadsereg ügyét.
- A 12 pontban szintén szereplő nemzeti bank létrehozása sem szerepel a törvénycsomagban.
- Bár az úrbért eltörölte a IX. törvénycikk, a nem úrbéres szolgáltatások (például szőlődézsma és az irtványföldekhez kapcsolódó szolgáltatások) továbbra is érvényben maradtak. A városi alsóbb rétegeket továbbra is gúzsba kötötte a céhek létezése. Ez utóbbi vezetett a pesti céhlegények április 17-ei általános sztrájkjához.[18]
- Nem rendeződik az Ausztriához való viszony, sem politikai, sem pénzügyi téren (államadósság és birodalmi költségek egy részének átvállalása).[19] A sajtótörvényben olvasható:

... a sanctio pragmaticánál fogva megállapított, s az uralkodóház közösségében létező kapcsolat.
A hatalomra jutott ellenzék Magyarország és Ausztria közjogi viszonyát perszonálunióként értelmezte. Az osztrákok ugyanakkor e kapcsolatot reálunióként fogták fel.
Ezeket a hiányosságok már a kor szellemében is észlelhetők voltak. Mai szemmel nézve további kívánnivalókat hagytak maguk után:
- A választást az értelmiségiek kivételével cenzushoz (vagyonhoz) kötötték. A szegény rétegeken kívül kizárták a szavazásból a nőket, valamint a nem bevett felekezetekhez tartozókat (köztük a városi zsidóságot).
- Nem rendezik a nemzetiségek helyzetét. Ez részben azzal magyarázható, hogy a kor szelleme szerint a magyar reformerek, így Kossuth is, politikai nemzetben gondolkodtak, amelynek tagjai anyanyelvtől függetlenül egyenlő jogokkal rendelkeznek.[19] Az ország területi egységét féltve nem akarták nemzetként elismerni a nemzetiségeket,[21] ezzel a magyarok ellen fordították őket.

Ezen kívül fontos megjegyezni, hogy a törvények nagy része ideiglenes szabályozásnak készült, közel kétharmadukban szerepel utalás az ideiglenességre vagy arra, hogy valamely részletet a következő országgyűlés fog majd szabályozni.
Ez a következő, immár népképviseleti alapokon nyugvó országgyűlés 1848. július 5-én nyílt meg, liberális többséggel.

## A feudális viszonyok felszámolása

### A közteherviselés elvének kimondása
A VIII. tc. kimondta, hogy az állam terheit a lakosok közösen viselik. Vagyis megszűnt a nemesség adómentessége, és ezzel egyrészt jelentős új bevételi forrásra tett szert az állam. Másrészt a nemesi kiváltságok egyik sarkalatos pontját sikerült ezzel érvényen kívül helyezni, elősegítve a társadalmi különbségek csökkenését. A közteherviselésen alapuló új adó kivetését 1848 novemberére irányozza elő a cikkely.
Az országgyűlés a törvénnyel egyben érvénytelenítette az Aranybulla és a később rá hivatkozó törvények vonatkozó rendelkezéseit.

### Az úrbériség eltörlése
A IX. tc. elrendelte az úrbéres szolgáltatások azonnali eltörlését, és egyben megszüntette az úriszék intézményét. Az érintett földbirtokosoknak állami kártérítést ígért és átmeneti védelmet nyújtott a hitelezőkkel szemben, míg a kártérítésről döntés születik. Az átmeneti időszak könnyebb átvészelését szolgálja a XIV. tc. által életre hívott hitelintézet is, amely a kártérítés várható összegéig hitelt nyújtana a nehéz helyzetbe került nemeseknek.
A törvény megszüntette a feudalizmus a társadalom és a gazdaság fejlődését leginkább akadályozó maradványát.
Ezzel hatalmas lépés történt a társadalmi egyenlőség felé, a papi tized eltörlését kimondó XIII. tc.-kel együtt lehetőséget adott a valóban arányos teherviselésre.
A IX. cikkely 3. paragrafusának rendelkezését egészítette ki a X. tc., amely a közös legelők és a faizás kérdésével foglalkozik. Az országgyűlés jogosan számított arra, hogy felszabadult jobbágyok és korábbi földesuraik között a közös területek (legelők, erdők stb.) használata viták tömegét fogja okozni. A cikkely minden ilyen ügyben indított pert az alispáni bíróságok elé utalt, külön felhívva a bíróságokat, hogy elsősorban a békés megegyezést próbálják elérni. (4. §) A megegyezés létrejöttéig a IX. tc. az eddigi szokások szerinti használat folytatását írta elő.
Ezzel sem sikerült azonban elejét venni az atrocitásoknak. Több helyen vezetett összetűzéshez, hogy a jobbágyok nem voltak hajlandók ráengedni a közös legelőre az uradalom állatait. Az egyházi tized eltörlését követően néhány helyen a papoknak, lelkészeknek és tanítóknak járó, a tizedtől független fizetést sem voltak hajlandóak kifizetni.

### Az ősiség eltörlése
A XV. tc. eltörölte az 1351 óta érvényben lévő ősiséget. Ezzel elérhetővé tette a nem nemesi származású rétegek számára a földtulajdon szerzését, egyben lehetővé tette a nemesi földek eladását és a nemesek hitelfelvételét (hiszen a földjeiket immár felhasználhatták biztosítéknak). Így nagyban hozzájárult a gazdasági élet fellendítéséhez.
A törvény további hatása, hogy megteremtette a jogi egyenlőséget nemes és nem nemes között.

### A feudális bíráskodás eltörlése
A XI. cikkely kimondta az úriszék eltörlését, így a földesúri bíróság megszűnt, szerepét kisebb ügyekben a szolgabírák, nagyobb horderejű kérdésekben a megyei bíróságok vették át.

## A közigazgatás szabályozása

### Felelős magyar minisztérium

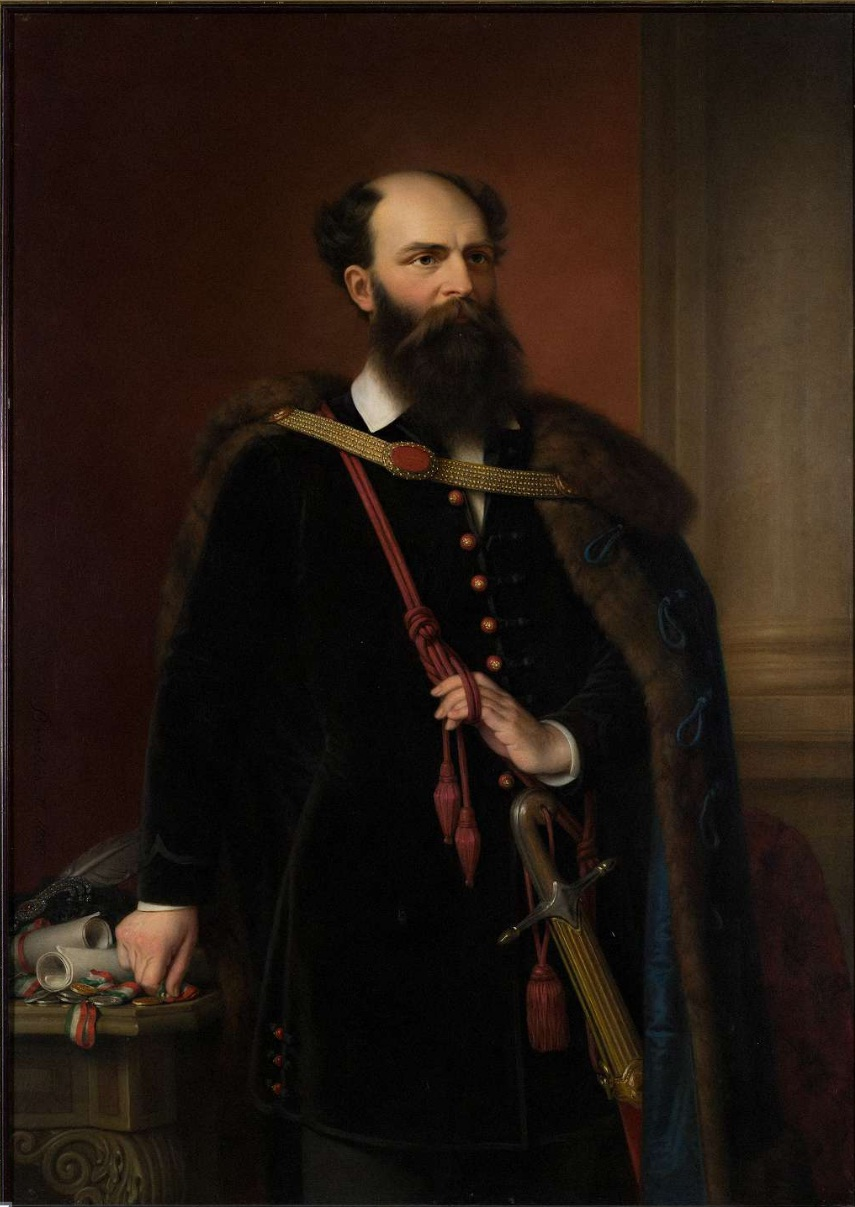
Batthyány Lajos, a magyar minisztérium első elnöke
(1840-es évek)

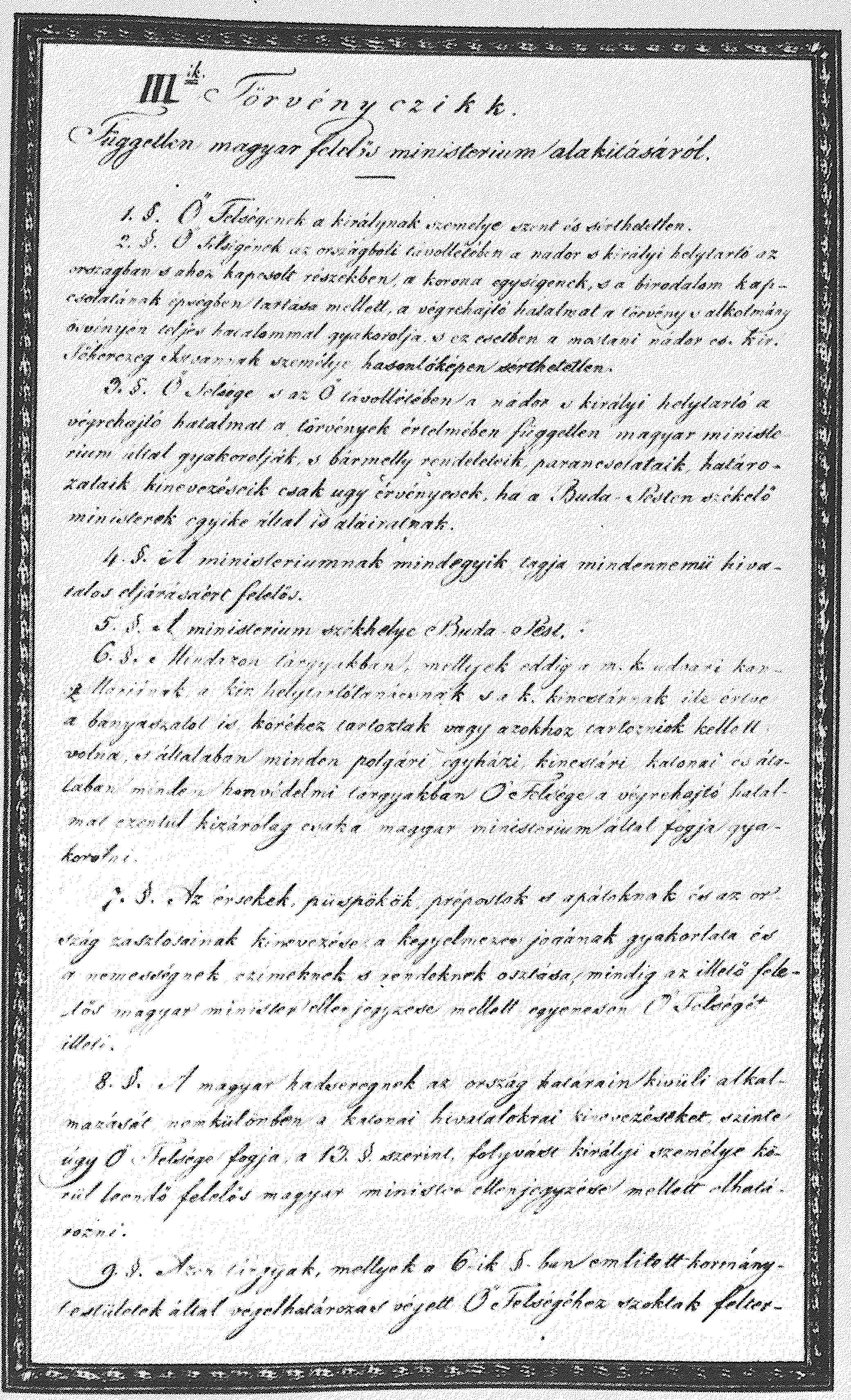
A III. törvénycikk első oldala

A III. törvénycikk rendelkezett a magyar kormány (korabeli szóhasználattal minisztérium) felállításáról.

#### A törvény rendelkezései
A törvény továbbra is elismeri az uralkodó főségét, távollétében a nádor helyettesíti őt. A minisztérium elnökét (a miniszterelnököt) a király nevezi ki, a többi minisztert a miniszterelnök javaslatára a király hagyja jóvá. A miniszterek közül egy, az úgynevezett „Felség személye körüli” miniszter a bécsi udvarban képviseli a magyar érdekeket, a többiek egy-egy osztályt (a mai értelemben vett minisztériumot) vezetnek. A 14. § hét osztályt jelöl meg:

a) Belügyek.
b) Országos pénzügy.
c) Közmunka és közlekedési eszközök, és hajózás.
d) Földmüvelés, ipar és kereskedés.
e) Vallás és közoktatás.
f) Igazságszolgáltatás és kegyelem; és
g) Honvédelem osztályai.
Összesen tehát 8 miniszter (és egy elnök, amennyiben az nem vállal tárcát) alkotja a minisztertanácsot.
A 6-8. paragrafusok értelmében a minisztérium átveszi a megszűnő Kancellária, Kincstár és Helytartótanács, valamint az uralkodó, mint főkegyúr jogkörét, „általában minden polgári, egyházi, kincstári, katonai, és általában minden honvédelmi tárgyakban” csak a minisztériumon keresztül intézkedhet az uralkodó. A „minden honvédelmi tárgyak”ba beletartozik az is, hogy a magyar hadsereg vezetőinek kinevezéséhez illetve a magyar csapatok külföldre vezényléséhez a királyi személye körüli miniszter ellenjegyzése szükséges.
Kimondják a hatalmi ágak szétválasztását, a minisztérium (a végrehajtó szerv) elkülönül a törvényhozástól és a bíróságoktól. (26-27. §)
A minisztérium és az országgyűlés viszonyát is szabályozza a törvény, kimondja, hogy a minisztereknek joguk van felszólalni az országgyűlés mindkét házában, viszont csak akkor szavazhatnak, ha jog szerint tagjai a táblának (a felsőtáblának rang, az alsótáblának megbízatás alapján). Ugyanakkor kötelesek megjelenni bármely tábla ülésén, amely kérdéseket akar intézni hozzájuk, és kötelesek a táblák vagy általuk kinevezett vizsgálóbizottságok rendelkezésére állni. (28-31. §)
A szabályozás szerint a miniszterek felelősségre vonhatók Magyarország függetlenségének, a fennálló jogrend, a magántulajdon és a szabadságjogok megsértéséért, a rájuk bízott pénz hűtlen kezeléséért és hivatali mulasztásért. Eljárást ellenük az alsótábla kezdeményezhet, és a felsőtábla tagjaiból választott bíróság dönt az ügyében. Ha bűnösnek találják, a király sem mentheti fel őt, csak általános amnesztia kihirdetésével. Hivatalon kívül elkövetett nem élveznek (32-36. §)
A törvénycikk elrendeli továbbá egy, a magyar és az osztrák állam között egyeztető, a közös ügyeket intéző „álladalmi tanács” létrehozását, amely a minisztériummal egyetemben Pesten kell, hogy ülésezzen.

#### Értékelés
A cikkely alkotmányos monarchiát hozott létre Magyarországon. A király fősége továbbra is vitathatatlan, ugyanakkor végrehajtói hatalmát korlátok közé szorította a törvény. Az uralkodó és az ellenzék közötti kompromisszum eredményeként létrejött szövegezés a megegyezés érdekében nem szabályoz pontosan. Hiányzik például a közös ügyek és a hatáskörök pontos körülírása, valamint a minisztérium és a Pragmatica Sanctio viszonyának meghatározása. További hiányossága, hogy csak a normális ügymenetet szabályozza, a rendkívüli helyzetben és vészállapotban érvényes viszonyokról szó sem esik.
Nagy erénye azonban minden hibája ellenére, hogy megjelenik benne a kormány tagjainak személyes felelőssége. Igaz ez akkor is, ha politikai felelősséggel alig tartozott az országgyűlésnek, hiszen a parlament csak kirívó esetekben ítélhetett el egy minisztert.
A minisztérium helyzete kompromisszumot jelentett a szembenálló centralisták és municipialisták között. Mivel a vármegyei közigazgatást változatlanul hagyta a törvény, a minisztérium központi hatalmát korlátozta a helyi törvényhatóságok hatalma.

### Az országgyűlés
Az országgyűlés hatáskörét a IV. törvénycikk szabályozta. Az országgyűlés jogai a korábbi időszakhoz képest bővültek, valamint az eddig problémás ügymenetet is megkísérelték javítani a jogalkotók.
1. § Az országgyülés jövendőben évenkint, és pedig Pesten tartandván üléseit, az évenkinti ülésre az ország Rendeit Ő Felsége minden évben, s a mennyire a körülmények engedik, a téli hónapokra hivandja össze.

[...]

#### Az uralkodó jogai
Az országgyűlést az uralkodó hívja össze, és joga van elnapolni, berekeszteni és feloszlatni azt. Ezen jogai azonban a korábbi időszakhoz képest korlátozottak.
- Az 1. § szerint évente össze kell hívni az országgyűlést. A Reformkorban az uralkodónak ez nem volt kötelessége, így hiába volt szó több törvényben is a háromévenkénti összehívásról, azt az uralkodó tetszése szerint figyelmen kívül hagyhatta. Ez megteremtette a polgári törvényalkotás alapját, a gyakran ülésező parlamentet.[11]
- Ezt segítette elő a 2. § is, amely lehetővé tette, hogy az uralkodó az országgyűlés befejezése előtt aláírhassa a törvényeket. Ennek a lehetőségnek a hiánya vezetett a Reformkorban ahhoz, hogy az országgyűlések végeláthatatlanul hosszan üléseztek, mert az ülés berekesztése előtt meg kellett állapodni az uralkodóval a számára is elfogadható javaslatokról.[11]
- Az 5. § szerint az országgyűlés feloszlatása esetén az uralkodó köteles az új parlamentet három hónapon belül összehívni. Ezen felül
- a 6. § értelmében nem rekesztheti be az országgyűlést, amíg az előző évi zárszámadást és az új évre vonatkozó költségvetést el nem fogadta a parlament.

#### A képviselők megbízatása és fontosabb pozíciók az országházban

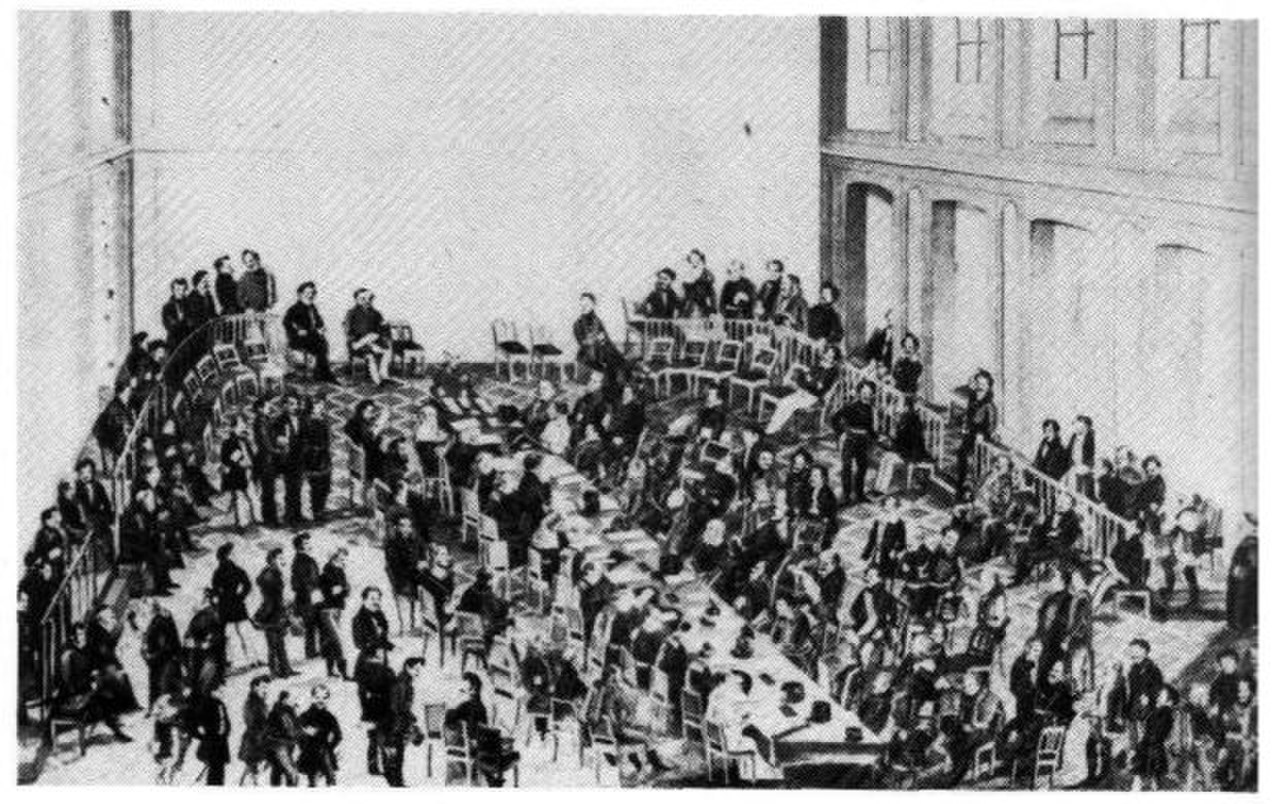
Ülésezik a pozsonyi országgyűlés

A képviselők helyzetét a rendszeressé váló ülésezési rendben rendezni lehetett, és az uralkodó befolyását tovább csökkentendő a táblák fölött választott elöljárók elnököltek.
- A 3. § értelmében a képviselők a Reformkorral ellentétben, amikor nem lehetett tudni, meddig tart az országgyűlés, egységesen három évre kaptak megbízatást.
- Minden képviselő (a felső- és alsótáblában egyaránt) díjat kapott munkája fejében. (9. §)
- Az uralkodó ezután az alsótábla elnökét és alelnökeit nem nevezhette ki (korábban a személynök a király bizalmi embere volt), és a felsőtáblában is csökkent befolyása, mivel ezután az alelnököt is a főrendi tábla képviselői közül kellett választania. Korábban a nádor (akit a főrendek választottak maguk közül) távollétében a király által kinevezett országnagyok elnököltek.[11] A jegyzők kinevezésébe pedig egyáltalán nem szólhatott bele az uralkodó. Míg az elnököt és az alelnököket 3 évre választották, a jegyzők megbízatása 1 évre szólt. (7. és 8. §)

#### További rendelkezések
A parlament minden ülése nyilvános volt. A rend fenntartására elsősorban a terembiztosok voltak hivatottak (10-14. §). A törvény nyitva hagyott még néhány kérdést. Ezek egyike a képviselők díjazásának mértéke, melyet a következő parlamentnek kellett meghatároznia. A másik a táblák működési rendjének szabályozása, amelyet a táblák hatáskörébe utalt.

#### Az országgyűlés működésének pénzügyi feltételei
A IV. tc. által nem tisztázott képviselői díjat az V. tc. napi 5 pengő forintban állapította meg, ezen felül lakhatási támogatást is biztosított a képviselőknek.
A cikkely rendelkezett továbbá alkalmas pesti épület választásáról is a parlament ülései számára.
[...]
56. § Mindegyik országgyülési követnek az országos pénztárból 5 pft. napidij, s lakbér fejében évenkt 400 pft. fizettetik.

57. § A pénzügy s közmunkák ministerei megbizatnak, hogy az országgyülési tanácskozásoknak Pesten leendő folytatásához megkivántató alkalmas helyről gondoskodjanak.

### Választójog
Az 1848:V. tc. határozta meg az országgyűlési választások menetét, a választásra jogosultak és a választhatók körét, valamint az országgyűlési mandátumok elosztását.

#### Választásra jogosultak
A cikkely 1-3. §-a szabályozza a választásra jogosultak (aktív választójog) és a választható állampolgárok körét (passzív választójog).
A törvény kimondja, hogy aki eddig választásra jogosult volt, attól ezután sem vehetik el ezt a jogot. Az e paragrafus alapján, a többiekre vonatkozó feltételeket nem teljesítve szavazókat a korszakban „bunkokrácia” gúnynévvel is illették, és főként a bocskoros nemesek tartoztak közéjük.
Rajtuk kívül azonban választásra csak azon 20. évüket betöltött férfiak voltak jogosultak, akik valamely bevett felekezethez tartoztak, és teljesítették a 2. § a)-e) pontjainak valamelyikét:
a) Kik szabad királyi városokban, vagy rendezett tanácscsal ellátott községekben 300e. ft. értékü házat vagy földet, egyéb községekben pedig eddigi urbéri értelemben vett 1/4 telket, vagy ezzel hasonló kiterjedésü birtokot, kizáró tulajdonul, vagy hitveseikkel, s illetőleg kiskorú gyermekeikkel közösen birnak.

b) Kik mint kézművesek, kereskedők, gyárosok telepedve vannak, ha tulajdon műhelylyel vagy kereskedési teleppel, vagy gyárral bírnak, s ha kézművesek, folytonosan legalább egy segéddel dolgoznak.
c) Kik, habár a fentebbi osztályokba nem esnek is, saját földbirtokukból vagy tőkéjükből eredő 100 ezüst forint évenkénti állandó s biztos jövedelmet kimutatni képesek.
d) Jövedelmükre való tekintet nélkül a tudorok, sebészek, ügyvédek, mérnökök, academiai művészek, tanárok, a magyar tudós társaság tagjai, gyógyszerészek, lelkészek, segédlelkészek, községi jegyzők és iskolatanítók, azon választó kerületben, mellyben állandó lakásuk van.

e) Kik eddig városi polgárok voltak, ha a fentebbi pontokban leirt képességgel nem bírnak is.
Vagyis bizonyos értelmiségi szakmákat kivéve a szavazáshoz bizonyos vagyonnal vagy állandó jövedelemmel kellett rendelkezni. Ez összhangban volt a korabeli európai gyakorlattal.A korabeli Európában a választási törvények többféle cenzus létezett, a leggyakoribb a vagyoni és a műveltségi cenzus volt. Az 1848. március 5. előtti francia alkotmány és az 1832-es angol Reform Bill tisztán vagyoni cenzust írt elő a választási joghoz, ezt azonban a magyar honorácior réteg, amely a reformkor politikájában meghatározó szerepet töltött be, élesen kritizálta ezt a rendszert. Sokan közülük ugyanis nem rendelkeztek jelentős anyagi erővel.
A törvény alapján a magyarországi felnőtt férfi népesség körülbelül 5%-a, a nemesség 10%-a, más vélemények szerint az ország összlakosságának 10%-a volt választásra jogosult, ami a kor viszonylatában elfogadható. Angliában például a Reform Bill a felnőtt férfi lakosság kb. 4,8%-át juttatta szavazathoz.

#### Választókörzetek
A törvénycikk népképviseletre helyezte a közrendi tábla működését. Magyarország (Erdély nélkül, de a katonai határőrvidékkel együtt számított) területét 377 egyéni választókerületre osztották, mindegyikről egy-egy képviselő kerülhetett be az országgyűlésre. A választókerületek kijelölését nem foglalták törvénybe, a kerület határokat egy-egy törvényhatóságon belül szabadon meg lehetett választani. Ez lehetőséget adott az igazságosabb képviseleti rendszer bevezetésére, azonban mivel keretszámokat nem rendelt a törvény a választókerületekhez, azt garantálni nem tudta. Az Unió létrejötte esetére Erdélynek 69 helyet szántak.
A Határőrvidék betagolása egyébként vitát okozott, az ugyanis Magyarországtól elkülönítve, a bécsi Udvari Haditanács (Hofkriegsrat) igazgatása alatt állt. V. Ferdinánd király csak az után volt hajlandó elfogadni a törvényt, hogy a kormány ígéretet tett, hogy – bár sérelmezi – nem változtat a Határőrvidék különálló közigazgatásán.

#### A választás menete
A választás lebonyolítása minden törvényhatóságban (megyében, mezővárosban, városban stb.) egy választási bizottságra, úgynevezett középponti választmányra hárult. Minden, a hatáskörzetébe tartozó választókörzetbe 3 fős összeíró bizottságot volt köteles küldeni, amely összeírta a választásra jogosultakat. A választás napját úgy kellett meghatároznia a középponti választmánynak, hogy legalább 30 nappal az országgyűlés megnyitása előtt legyen, és azt legalább 15 nappal a voksolás napja előtt ki kell hirdetni.
A középponti választmány ülései nyilvánosak voltak.
A 34-37. § leírása alapján a képviselői mandátum elnyeréséhez abszolút többség kellett, amennyiben ez az első fordulóban egyik jelöltnek sem sikerült, lehetőleg még aznap, de legkésőbb másnap meg kell tartani a második fordulót. Ezen a két legeredményesebb jelöltre lehetett szavazni.
A szavazás nyilvánosan történt (32. §), és a szavazási jegyzőkönyv szolgált megbízólevél gyanánt.

### Alsóbb szintű közigazgatás

#### A vármegyék helyzete
A XVI. cikkely ideiglenes jelleggel szabályozta a vármegyék jogi helyzetét. A népképviselet bevezetéséről a végleges döntést a következő országgyűlésre hagyta. A vármegyék határát változatlanul hagyta, így az országban továbbra is 52 megye működött.
A hivatalban lévő adminisztrátorokat és főispánokat leváltották, és 1848 májusára összehívatták a megyei közgyűléseket, ahol már a jobbágyközösségek képviselői is jelen voltak. Itt kihirdették az áprilisi törvényeket, és megválasztották az „állandó bizottmányt”, amely átvette a közgyűlés feladatait. Ennek keretében a törvénycikk nemesi dominanciájú korlátozott népképviseleti rendszert hozott létre.
A megyének az ősiség eltörlésével összhangban ezután nem tagjai, hanem lakosai voltak. A vármegye joghatósága kiterjedt minden, a területén található személyre. Megszűnt azonban a vármegye követküldési, követmegbízási jogosultsága, ezzel lehetőség nyílt arra, hogy ne helyi, hanem országos érdekeket követve politizáljanak az országgyűlési képviselők.
Megmaradt a vármegye joga a passzív ellenállásra. Ezzel a municipialistáknak kedvezett, akik a autonóm vármegyében az alkotmányosság védelmezőjét látták.
A kapcsolt részek területén a cikkely értelmében nem a magyar, hanem a helybeliek anyanyelve volt a megyei gyűlések nyelve. Ez az áprilisi törvények kevés nemzetiségi vonatkozású rendelkezésének egyike. Ez a rendelkezés is mutatja, hogy a korabeli magyar politikusok a nemzetiségek közül egyedül a horvátokat voltak hajlandók elismerni.

#### Szabad királyi városok közigazgatási reformja
A szabad királyi városok közigazgatása és országgyűlési képviselete a városodás előrehaladta ellenére gyakorlatilag a középkor óta változatlan maradt, ezért ez a téma már többször felmerült a reformországgyűléseken is. A liberálisok csak a városi igazgatás reformja esetén voltak hajlandók belemenni a városok súlyának növelésébe, hiszen a városok életét ekkoriban egy szűk, Habsburg-hű – és általában német polgári réteg irányította. Ezt a reformot valósította meg a XXIII. cikkely.
A cikkely népképviseleti alapokra helyezte a városi igazgatást. A városi polgárság választja a tisztviselőket (a 15. § alatt felsorolt tisztségek: polgármester, főbíró, főkapitány, és alkapitányok, tanácsbeliek, jegyzők, tiszti ügyészek, levéltárnok, telekbíró, számvevő, tiszti főorvos, fősebész és főmérnök) és a városi tanácsot(9. §) titkos szavazással (24. §). A szavazásra jogosultak meghatározása ugyanolyan módon történt, mint az országgyűlési választásokon, azonban valamivel magasabb cenzust határoztak meg, és az értelmiségi foglalkozást űzőknek is fel kellett mutatniuk bizonyos állandó bevételt. Érdekes azonban, hogy a 20. § kimondta, hogy további intézkedésig „a város bármelly telepedett lakosa törvényesen bevett valláskülönbség nélkül, megválasztható.” Vagyis itt nem szerepel a cenzus, mint kritérium.
A városokat lakosságszám alapján kategóriákba sorolta a törvény(4. §), és ez alapján határozta meg a tanács képviselőinek számát.(22. §)
| Város kategória | Lakosságszám     | Tanácsi képviselők száma                            |
| --------------- | ---------------- | --------------------------------------------------- |
| kis város       | 1 500-12 000 fő  | 30 fő + 1 fő minden 1500 feletti 200. lakos után    |
| közép város     | 12 000-30 000 fő | 82 fő + 1 fő minden 12 000 feletti 400. lakos után  |
| nagy város      | 30 000 fő felett | 157 fő + 1 fő minden 30 000 feletti 800. lakos után |

A városi tanácsot további intézkedésig a vármegyék kis gyűléseivel egyező jogkörrel ruházták fel. Ezen felül a város irányításának további szerve lett a közgyűlés, amely a tisztviselőkből és a tanács képviselőiből állott, és amelynek ülésein a polgármester elnökölt. A közgyűlés jogköre a megyék nagygyűléseivel volt egyenlő (a bírói eljárás igénylő ügyek, valamint a ki- és betáblázások kivételével).(25. §) Ezzel a városokat függetlenítették a vármegyéktől, székektől, azokkal egyenlő rangra emelték.
A törvény elrendelte a kötelező tisztújítást is, hogy a hatalmon lévő konzervatív városatyákat félre lehessen állítani.
A törvénycikk megerősíti a városok bíráskodási és politikai autonómiáját.
A szabályozás hiányossága, hogy csak a szabad királyi városokra terjed ki, miközben a szabad királyi státusz már régen nem tükrözte az ország életében betöltött szerep fontosságát. Számos mezővárosnak jóval nagyobb hatókörzete volt, mint némely szabad királyi városnak.

#### A rendezett tanácsú községek igazgatása
A rendezett tanácsú községekről szóló 1848:XXIV. törvény szabályozta a szabad királyi város ranggal nem rendelkező községek jogállását. Rendezett tanácsú községi rangot a minisztérium adományozhatott.
A mezővárosok és a 16 szepesi város választásaira az 1848:XXIII. tc. rendelkezéseit kellett alkalmazni. Az egyéb községek választási kérdéseit a megyék hatáskörébe utalta a törvény.
A községek a vármegyék fennhatósága alá kerültek, az országgyűlési választásokon azok választókerületeibe tagozódtak be.

#### Egyéb rendelkezések
A XXV., XXVI. és XXVII. cikkelyek szabályozták a különleges jogállású területek helyzetét és betagozódását az ország törvényhatóságainak rendszerébe. Ezek a területek:
- Jászkun kerület
- Hajdú kerület
- Fiume szabad tengerkereskedési terület
- Buccari szabad tengerkereskedési terület

A XXVIII. cikkely rendelkezik róla, hogy a nádor méltóságához hozzátartozó hivatalokról („Pest, Pilis és Zsólt törvényesen egyesült vármegyék” főispánsága és „Jász-Kun kerületek” főispánsága) az a király távollétében lemondjon, így elkerülve, hogy a minisztériumnak alárendelt helyzetbe kerüljön.

### Erdély és a Partium Magyarországhoz csatolása
A korabeli magyar politika egyik legfőbb törekvése a Magyar Királyság területi egységének helyreállítása volt, ezt jelzi az is, hogy a 12 pont egyike éppen az Unio volt (Erdéllyel). A VII. tc. kimondta Magyarország és Erdély egyesülését, rögzítette az Erdélyi főrendek részvételét és közrendűek képviseletét a magyar Országgyűlésben. Az erdélyi választókerületekről 69 küldött vehetett részt a magyar parlament munkájában. Ezt megelőzően a VI. tc. megerősítette a Partium Magyarországhoz csatolását, melyet már az 1836:XXI. cikkely kimondott, de azt nem hajtották végre.

### Az igazságszolgáltatás rendje

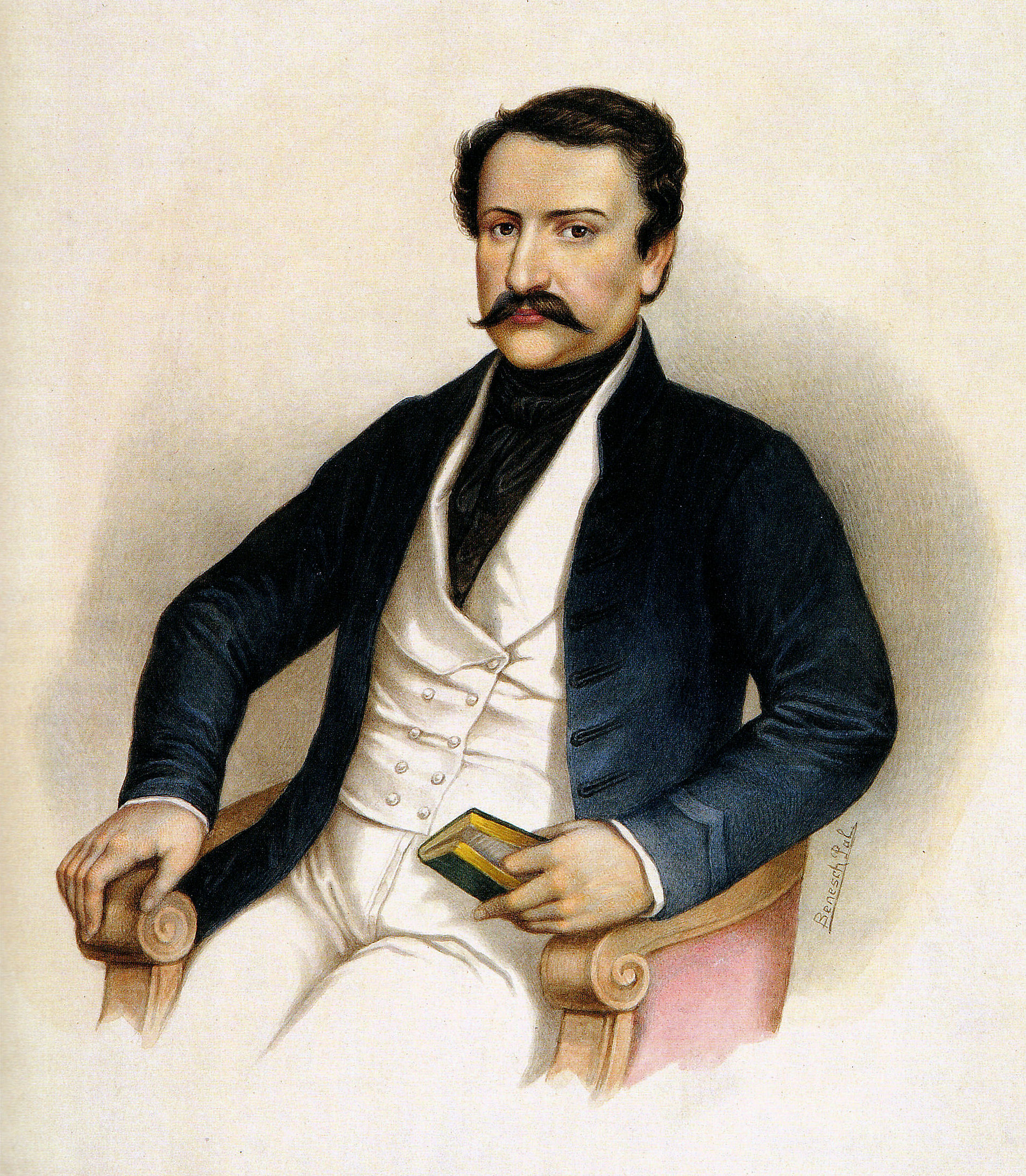
Deák Ferenc, a Batthyány-kormány igazságügy-minisztere (1840 körül)

Az áprilisi törvények az igazságszolgáltatás fölötti felügyeletet – a megszüntetett kancellária helyett – az igazságügy-minisztériumra ruházták (1848:III. tc.). Az igazságszolgáltatás legfelső szerve a kúria maradt, és az 1848:VII. tc. értelmében az erdélyi ügyek is betagolódtak a hatáskörébe. Az 1848:XXIII. tc. nyomán megszűnt a nádori bíráskodás. (Jogkörét a nádor és Deák Ferenc közös rendelete a hétszemélyes táblára ruházta.) A nádori főtörvényszék megszűnésével a Jászkun kerület ügyeit is végső soron az kúriának rendelte alá az 1848:XXVIII. tc.
A vármegyék igazságszolgáltatási autonómiáját az áprilisi törvények nem sértették, sőt átmenetileg újabb hatáskörökkel bővült illetékességük. Az úriszék azonnali hatályú megszüntetésével a sommás perek a szolgabírák, a büntető és egyéb polgári ügyek a megyei törvényszékek elé kerültek (1848:IX. tc. 4. §). Az összesítési és elkülönítési ügyeket az 1848:X. tc. az alispán elé utalta; a felsőbb bírósági fórumok e tárgyban hozott ítéleteinek végrehajtása is az alispán feladata lett. Az alispáni bíróságok fellebbviteli fóruma a megyei törvényszék, majd a báni illetve királyi tábla volt. Az országgyűlésről (1848:IV. tc.) hozott döntés értelmében: a “királyi tábla a képviselők táblájának kiegészítő része [...] ezennel megszűnvén”; a királyi tábla az országgyűlési időszakban is bíráskodhatott, tehát folyamatosan működő ítélő fórummá alakulhatott át. Az ősiség eltörlése pedig lehetővé tette az ügyek egységes kezelését. A korábban földesúri hatóságok elé tartozó árvaügyek is a megyékhez kerültek.
Az 1848:XI. tc. 4. §-a alapján ideiglenesen a megyék vették át a földesurak igazságszolgáltatáshoz használt épületeit, így különösen a tömlöcöket.
A vármegyei igazságszolgáltatás szervezetében nem történt döntő változás. A politikai, közigazgatási, bírói ügyek elkülönítésének 1848-ban nem volt meg a törvényi alapja. A bírák választásának jogát viszont 1848-ban a vármegyék elvesztették.
A bírók pozícióját erősítette a XXIX. cikkely, mely szerint bírókat pozíciójukból csak törvény útján lehet elmozdítani.
A sajtóról szóló 1848:XVIII. tc. elrendelte a sajtóesküdtszékek felállítását, az esküdtszékek felettes szervének pedig ideiglenesen a Hétszemélyes Táblát tette meg. A törvény II. fejezete a sajtóesküdtszékek szervezetének kialakítását az igazságügy-miniszter rendelkezési körébe utalta.
Deák Ferenc igazságügy-miniszter 1848. április 29-én adta ki sajtóesküdtszéki rendeletét, amelynek 13–15. §-ai szabályozták a büntetést kiszabó bíróságok szervezetét. A rendelet szellemiségében és részletszabályaiban is az 1843-as javaslatot követte. A bíróságokat törvényhatóságonként szervezte meg, az esküdtképesség feltételeit az országgyűlési választásoknál alkalmazott cenzusokhoz hasonló módon szabályozták.
A miniszterek felelősségre vonása nem tartozott a rendes bíróságok hatáskörébe, ilyen ügyekben a főrendi tábla tagjaiból álló testület döntött, az alsótábla kezdeményezésére. A megoldás lényegében azonos volt azzal, amit Deák Ferenc 1843-ban javasolt az országgyűlés alsótábláján.
A sorkatonákra ekkor még változatlanul az osztrák katonai büntetőjogot kellett alkalmazni.

## A Nemzetőrség megszervezése
A független magyar kormánynak a végrehajtói hatalom gyakorlásához szüksége volt egy neki engedelmeskedő karhatalmi testületre, amelyre mindig támaszkodhatott. Ezt a szerepet volt hivatott betölteni a Nemzeti Őrsereg, vagy Nemzetőrség, melynek kötelező megszervezését a XXII. tc. írta elő minden törvényhatóságban. A Nemzetőrség elsősorban a helyi rendfenntartó szolgálatot látta volna el, rendkívüli esetekben azonban bevethető volt más területeken is.(22. §)

### A nemzetőrség intézménye
Nemzetőrséget az 1789-es francia forradalom óta a visszavágással fenyegető (reakciós) abszolutizmussal szemben, a polgári forradalmak védelmére hoztak létre. Feladata a közrend fenntartása és egyéb rendőri feladatok ellátása mellett a forradalmi kormány védelme volt.
Magyarországon a hadseregtől független rendfenntartó szerv kialakulása a Napóleoni háborúk idején indult meg, amikor a helyőrségek meggyengültek, és egyes feladataik ellátására (például városkapuk és fontosabb épületek őrzése) a vagyonos polgárok a városokban polgárőrséget hoztak létre. A polgárőrségi egységek a háborúk után is fennmaradtak. A polgárőrséggel kapcsolatban a reformkori politikusok annak kiváltságos jellegét kifogásolták, és törekedtek annak átalakítására, mint Kossuth híres felirati javaslatában írta, „nemzeti jellegünknek és az ország különböző osztályai érdekegységének alapján”. Az ügy fontosságát jól mutatja, hogy a 12 pont között a nemzetőrség azonnali felállítása az 5. helyen szerepelt. Az Országgyűlés is már március 22-én megkezdte a törvény megvitatását.
Az első helyi nemzetőr szervezetek megalakításával meg sem várták a törvény kihirdetését. Pesten már március 16-án, Budán, Pápán és Székesfehérvárott 17-én, Szegeden, Szabadkán és Esztergomban 18-án megkezdték a Nemzetőrség megszervezését. A törvénycikk ezeket a helyi szervezeteket egységes rendszerbe foglalta.

### A nemzetőrség felépítése és működése
A törvénycikk minden 20 és 50 év közötti férfit szolgálatra kötelezett, aki megfelelt az 1. §-ban előírt vagyoni cenzusnak és nem állt gazdai felügyelet alatt. A törvény azonban egyúttal nyitva hagyja további megbízható rétegek besorozásának lehetőségét, amennyiben szükség mutatkozna (3. §). Vagyon elleni bűntettet elkövetők, „hitszegők” és gyilkosok nem lehettek a Nemzetőrség tagjai(4., 5. §). Minden nemzetőr szabadon dönthetett arról, hogy gyalogos vagy lovas szolgálatot teljesít, azonban a lovas szolgálathoz a nemzetőrnek magának kellett a lovat biztosítani.
A Nemzetőrség alapvetően rendőri feladatok ellátására jött létre, ezért csak polgári elöljáró jelenlétében és felszólítására intézkedhetnek. A hadseregtől független, azzal egyenrangú szervezet volt, amelynek tagjai elsősorban településük határai között szolgáltak, és ezért fizetést nem kaptak. Ettől csak vészhelyzetben lehetett eltérni, a vészhelyzet mibenlétére és kihirdetésének körülményeire azonban csupán a törvénycikkely a 21. §-a utal: „Rendkivüli esetekben, midőn a megzavart közcsend és béke helyreállitására rendkivüli eszközök kivántatnak, ...”. Amennyiben települése határain kívül kötelezik szolgálatra a nemzetőrt, a katonákéhoz hasonló díjazásra jogosult (13. §).
A nemzetőrök felfegyverzéséről – amennyiben a nemzetőr ezt igényli – a kincstár gondoskodott, azonban a fegyverekért anyagi felelősséggel tartozott annak viselője (12.,16. §). Ugyancsak a központi kormányzatnak kellett biztosítani a nemzetőrök kiképzéséhez szükséges kiképzőtiszteket (11. §).
A Nemzetőrséget a törvény a magyar minisztérium hatáskörébe utalta. A magyarországi és a „kapcsolt részek” területén működő szervezetek elkülönült irányítás alatt működtek, előbbi fővezérét a minisztérium ajánlására a nádor nevezte ki, utóbbi fővezére pedig a bán volt. A hadseregtől eltérően a Nemzetőrség alacsonyabb rangú tisztjeit a nemzetőrök maguk választották, csupán kapitányi rang felett nevezték ki a tiszteket központilag. A törvény rögzítette, hogy a nemzetőrök igazságtalan elbánás esetén panaszt tehetnek a parancsnokságnál, és – bár a büntetési tételeket a törvény nem tartalmazta – megtiltotta a testi fenyítés alkalmazását.
A törvény nem rendelkezett a Nemzetőrség központi szervéről, ezt április 20-án az Országos Nemzetőrségi Haditanács létrehozásával rendelettel orvosolta Batthyány Lajos. A Haditanács gondolkodott a nemzetőrök felfegyverzéséről és kiképzéséről, és javaslatokat tett a főtiszti posztok betöltésére. A honvéd alakulatok toborzásának megkezdésekor ez a feladat is a Haditanács kezébe került. Batthyány a Haditanácsot nem a belügyminiszter hatáskörébe utalta, amit a Nemzetőrség belügyi jellege indokolt volna, sem a hadügyminiszterébe, amit a később hozzárendelt katonai ügyek logikussá tettek volna, hanem megtartotta saját irányítása alatt.

## A polgári átalakulást elősegítő intézkedések

### A sajtótörvény
A XVIII. tc. kinyilvánította a cenzúra eltörlését, és általános érvénnyel kihirdette a sajtószabadságot.
A törvény négy fejezetre bomlik, ezek a sajtó működésének különböző aspektusait szabályozták.
- Az első fejezet a sajtóvétségek leírását és az alkalmazandó büntetéseket tartalmazza. Súlyos vétségként elítélte az izgatást, az alkotmányos rend és az uralkodóház megdöntésére irányuló felhívás közzétételét. Büntetendőnek nyilvánította ezen kívül vallás vagy erkölcs kigúnyolását, valamint a rágalmazást. A sajtóvétségért elsősorban a szerző a vétkes, amennyiben őt nem lehet felelősségre vonni, másodsorban a kiadó, majd a nyomda a felelős.
- A második fejezet eljárásjogi tartalmú, leírja a sajtóvétségek megtárgyalásának módját. Felállítja a sajtóesküdtszékeket, amelyeket a Hétszemélyes Tábla alá rendel, és a vizsgálóbírót felhatalmazza, hogy a vád alatt álló sajtóterméket lefoglalja.
- A harmadik fejezet az időszaki lapokról rendelkezik. A kiadónak be kellett jelenteni a lap indítását a hatóságnál, és minden megjelenő termékből mintapéldányt kellett küldeni a helyi hatóságnak. Ezen kívül egy lap elindításához (az 1848 előtt előírtnál alacsonyabb) kauciót kellett fizetni.
- A negyedik fejezet szabályozása a nyomdák és a könyvárusítás területére terjed ki. A törvény bejelentési kötelezettséget írt elő a nyomdákhoz, és előírta, hogy a nyomdász neve és címe szerepeljen minden kiadott terméken.

#### A sajtótörvény megszületése

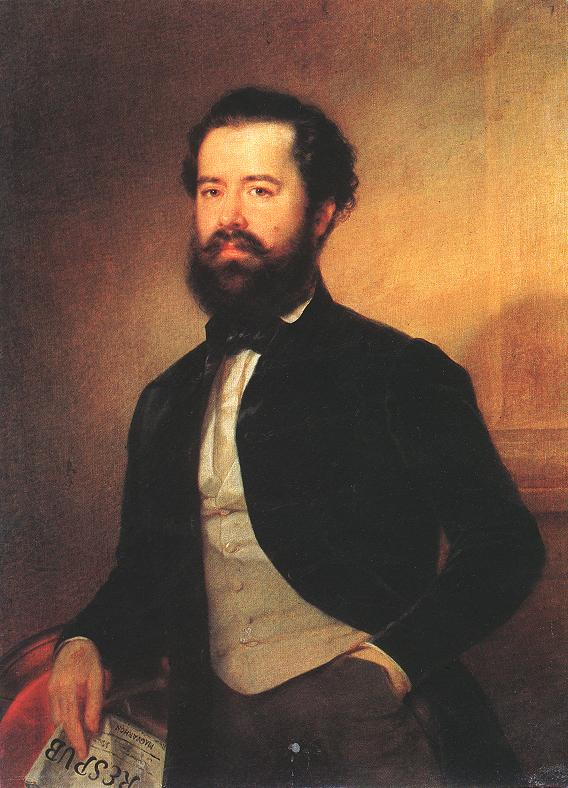
Szemere Bertalan, a sajtótörvény kidolgozója

A jobbágyfelszabadításról és a közteherviselésről szóló törvények kidolgozása után az Országgyűlés a cenzúra eltörlését kívánta törvénybe foglalni. A március 15-ét követő időszakban ugyanis a Helytartótanács ideiglenes rendelete szabályozta a sajtó működését. E rendelet eltörölte az előzetes cenzúrát, mindössze egy példány eljuttatását írta elő egy 25 tagú bizottság elnökének, amely bizottság liberális nemesekből és pesti polgárokból állt. A bizottság vádesküdtszékként megvizsgálta annak tartalmát, és amennyiben vétséget állapított meg, a rendes bíróságokhoz továbbította az ügyet.
A törvénytervezet első változatát Szemere Bertalan későbbi belügyminiszter dolgozta ki. Nagy csalódást okozott országszerte javaslata, ami Horváth Mihály szavaival „inkább csak a cenzúrát akarta eltörölni, mint tényleg szabaddá tenni a sajtót.”
A megkövetelt óvadékot ugyanis politikai napilapok esetében 20 000 forintban, ritkábban megjelenő lapok esetén 10 000 forintban állapította meg. Meglepően szigorú szabályozás, különösen, ha figyelembe vesszük, hogy korábban csupán 15 000 forintot követeltek meg a politikai napilapok kiadóitól. A szigor elsősorban a liberális nemesség érdekeit szolgálta. Megakadályozta ugyanis politikai ellenlábasaikat abban, hogy a sajtószabadságot kihasználva ellenük támadjanak. A potenciális ellenfelek között a konzervatív köröket, a nemzetiségeket, és főként a pesti radikális polgárságot találjuk, akik a szabad sajtóból a legtöbbet profitálhatnak. A kormányzásra készülő liberálisok a márciusi események kapcsán megtapasztalták, hogy a röpiratokon terjesztett túlzások és felhívások könnyen nyomás alá helyezhetik őket is. Ezért az alsótábla el is fogadta a törvényt annyi módosítással, hogy kauciónak nem csak készpénzt, hanem ingatlan fedezetet is elfogadott a törvény.
A március 20-ai szavazás után nem sokkal Pestre ért a hír, ahol hatalmas felháborodást váltott ki a törvényjavaslat. Kritizálták a túl magas kaució mellett a nem kellően körülírt vétségekre kiszabható súlyos büntetéseket, amik ráadásul visszamenőleg is alkalmazhatóak voltak, és amik bírói visszaélések lehetőségét vetették fel. A tiltakozás csúcspontjaként március 22-én a város közgyűlésén összegyűlt tömeg elégette a törvényjavaslat egy példányát.
Az elégedetlenség láttán az Országgyűlés a kauciót a felére szállította le, és egyéb módosításokat is eszközölt a tervezeten. A végleges tervezetet, melynek elkészítésében Deák Ferenc és Szalay László is részt vett, április 7-én szentesítette V. Ferdinánd.
Bár a közvélemény elégedetlen volt vele, a törvény a korabeli Európa egyik legliberálisabb szabályozása volt.

### Színháztörvény

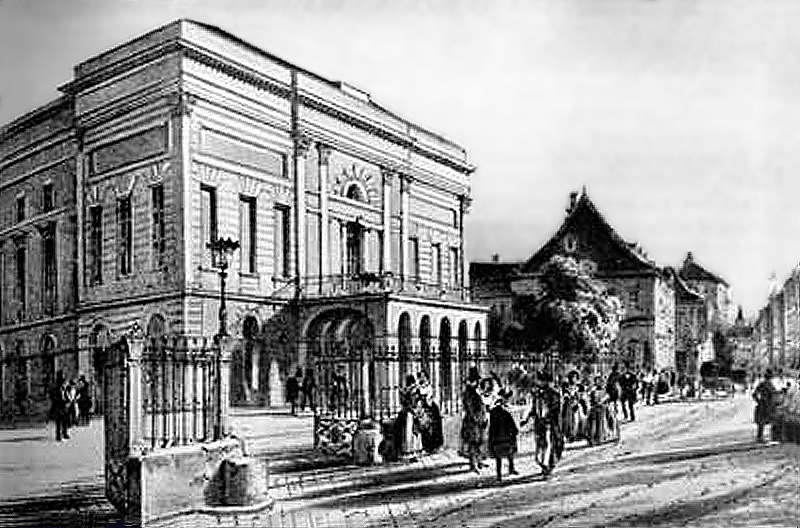
A Pesti Magyar Színház épülete 1837-ben

A XXXI. tc. a színházak működését szabályozta. A cenzúrát a színházak esetében is eltörölték, azonban színházak nyitását és előadások szervezését a cikkely a helyi hatóság engedélyéhez kötötte. A helyi hatóság rendőri felügyeletet is gyakorol a színházak felett. A Pesti Magyar Színház bizonyos engedményeket kapott a törvényben, igazgatójának nem kellett hatósági engedélyt kérnie az előadások megtartásához.

### Egyetemi törvény
A XIX. tc. az egyetemet közvetlenül az oktatási miniszter alá rendelte, így biztosította függetlenségét a helyi hatóságoktól. A hallgatók szabadon választhatták meg hogy mit, és bizonyos határokon belül azt is, hogy kitől akartak tanulni. A „rendes” egyetemi tanárokon kívül mások is oktathattak, ha megfeleltek bizonyos (később rögzítendő) kritériumoknak.

### Vallásszabadság
Az 1848:XX. tc. kimondta a magyarországi bevett felekezetek, azaz a katolikusok, az evangélikusok, a reformátusok, az unitáriusok és az ortodoxok tökéletes „egyenlőségét és viszonosságát”. Ennek értelmében a felekezetek egyházi és oktatási tevékenységét az állami költségvetés finanszírozza, ehhez felhasználhatja az egyházak és az egyházi alapítványok vagyonát. A bevett felekezetek iskoláinak látogatását mindegyik felekezet tagjainak engedélyezte.
A cikkely megteremtette a nagyobb keresztény felekezetek közötti egyenlőséget, az ekkor körülbelül 250 000 lelket számláló zsidóság helyzete azonban változatlan maradt. Ez valószínűleg elsősorban a márciusi városi pogromokra vezethető vissza. Ugyanígy nem valósult meg a jogi egyenlőség a különböző kisebb keresztény felekezetek, például a nazarénusok számára.

### Az áprilisi törvények magánjogi hatása
A törvénycsomag elsősorban alkotmányjogi céllal készült, bizonyos intézkedései azonban a magánjogban is változásokat eredményeztek.
A magánjog szentségét rögzíti a III. törvénycikk 32. paragrafusa. A kor politikusai komolyan is vették ezt az elvet, az úrbériség és a tized eltörlésénél is kárpótlást helyeztek kilátásba.
A feudális kötöttségek eltörlésével szétvált a közjog és a magánjog, elérhetővé vált az országlakosok törvény előtti egyenlősége. Míg korábban a jogképességet a rendi státusz szabta meg, addig az áprilisi törvények után egységes, mindenkire vonatkozó szabályokat lehetett hozni. A XV. tc. el is rendelte új polgári törvénykönyv kidolgozását, melyet Deák Szalay Lászlóra bízott.

### Széchenyi közlekedésfejlesztési programjának törvénybe iktatása
Széchenyi István 1845 óta a Helytartótanács közlekedési ügyekért felelős osztály vezetőjeként Magyarország közlekedési rendszerének átfogó fejlesztésének tervén dolgozott. 1848 február 1-jén jelent meg munkája, a „Javaslat a közlekedési ügy rendezésérül”. Ennek a műnek az alapján készült el a XXX. tc., amely a magyar közlekedés nagyarányú fejlesztését irányozta elő.
Széchenyi munkájában rámutatott, hogy Magyarországon elsősorban a hajózható vízi utak szabályozását és a vasútépítést kell előnyben részesíteni, és ezen munkálatokat össznemzeti érdekek figyelembevételével, központilag kell megtervezni. Széchenyi elgondolása, mely szerint a vasútvonalakat elsősorban Pest, az ország közepe felől kell sugaras szerkezetben kiépíteni, máig megfigyelhető Magyarország közlekedési hálózatainak elrendezésében. A tanulmány 4 fővonalból és több szárnyvonalból álló hálózatot javasolt, amelynek megépítésének költségét mintegy 100 millió forintra becsülte, és a rendszert 10 év alatt megépíthetőnek vélte. A törvényben már hat vasúti fővonalról történt említés, amelyeknek megtervezésére, és az építkezések megkezdésére 8 millió forintot irányzott elő. Különösen fontosnak tartották a Fiume felé vezető vasútvonalat, amely az ország belső területeinek terményeit és termékeit szállította volna a Magyar Királyság tengeri kikötőjébe.
Mivel a Batthyány-kormányban Széchenyi kapta a közlekedési tárcát, hozzá is láthatott ambiciózus terveinek megvalósításához.

## A törvények hatása

### A szabadságharc alatt
A törvények teremtették meg a független magyar kormány működésének alapját, lehetővé tette, hogy Habsburg-monarchia 1848 tavaszi megrendülését kihasználva az ország jelentős önállóságra tegyen szert. Mivel a törvényeket az uralkodó is szentesítette, az udvar először politikai megoldást keresett a számára tarthatatlan helyzetre, időt hagyva a magyaroknak, hogy felkészüljenek a fegyveres ellenállásra. Ebben jelentős szerepet játszott, hogy a törvények nem szabályozták egyértelműen a korona és Magyarország viszonyát.
A jobbágyfelszabadítás a paraszti réteg nagy részét a forradalom mellé állította, ami alapvető különbséget jelentett a magyar és a többi – például az észak-olasz – szabadságharc között, tömegbázist biztosított a honvédségnek. A nemzetiségek elismerésének hiánya azonban később súlyosan érintette a szabadságharcot, mivel ellene fordította a román, horvát és szerb népesség nagy részét.
A választási törvény hatására az első népképviseleti országgyűlés liberális többségű lett, mind a nagybirtokos arisztokrácia körében népszerű konzervatívok, mind az elsősorban a szegények közül kikerülő radikálisok (mint Petőfi Sándor, aki megbukott választókerületében) kisebbségbe kerültek.

### A neoabszolutizmus korszakában
A törvények néhány cikkelye a szabadságharc bukása után is érvényben maradt, vagy a – különben a katonai kormányzás és elnyomás korszakaként jellemzett – Bach-korszakban került bevezetésre. Az előbbiek közé tartozik a jobbágyfelszabadítás, utóbbira jó példa a közteherviselés, melyre ugyan a forradalmi kormányzat is törekedett, ám a végül 1849 május 30-án törvényerőre emelkedett adótörvény betartatására a magyar államnak nem maradt ereje.
Ugyanakkor az ország államszervezetét központi irányítás alá vonták, és a polgárjogok is súlyos csorbát szenvedtek.

### A kiegyezés után
A törvények közjogi rendelkezései a Bach-korszak után és Kiegyezés során újra érvénybe léptek. A Magyarország államszerkezetéről szóló III. törvénycikkely egy évszázadon keresztül meghatározta a magyar közjogot, a kiegyezés megerősítette azt, és egészen az 1949-es alkotmányig (a miniszteri felelősségre vonatkozó rendelkezések formálisan 1973-ig) érvényben maradt. A parlament 1885-ig változatlan formában működött tovább, amikor a főrendi tábla reformjára sor került. Ennél korábban, 1870-ben korrigálták a helyhatósági választások rendjét.
Sokáig érvényben maradt a sajtótörvény (1914-ig) és a bevett felekezetek egyenjogúságát kimondó XX. tc. is (1947-ig). Szintén máig érezhető Széchenyi által megálmodott Budapest-központú infrastruktúrafejlesztés hatása.

## További információ
- Az áprilisi törvények rövid összefoglalója. [2011. július 16-i dátummal az eredetiből archiválva]. (Hozzáférés: 2011. augusztus 17.)
- Az áprilisi törvények a Sulineten (vázlatos). [2007. december 27-i dátummal az eredetiből archiválva]. (Hozzáférés: 2008. január 9.)
- Cikk a törvényekről a Vasárnapi Ujságban (PDF), 1898. április 10. (Hozzáférés: 2011. augusztus 17.)
- 80 éve módosították az 1914. évi sajtótörvényt (html), 2018. május 7. (Hozzáférés: 2019. március 26.)
- Ruszoly József: Az országgyűlési népképviselet hazai kezdetei, 1848–1874; Püski, Budapest, 1999– (Jogtörténeti tár)
  - 4. Választójog és választási rendszer Magyarországon. Tizenegy tanulmány 1848-iki törvényeink gyakorlatához; 2016
- Áprilisi törvények – az Országház Filmműhely animációs oktatófilmje (2020. június 30., 7 perc)